# Phetracha
Phetracha (ou Phra Phetracha, thaï : สมเด็จพระเพทราชา aussi transcrit Bedraja, P'etraja, Petraja ou Petratcha ; 1632–1703) est un roi d'Ayutthaya, dans la Thaïlande actuelle. Il a usurpé le trône du roi Narai le Grand et fondé la dynastie Ban Phlu Luang, la dernière d'Ayutthaya. Membre de la famille étendue du roi (deux de ses proches étaient des épouses de Narai), il était un conseiller de celui-ci et dirigeait le corps royal des éléphants. Il organisa cependant la « révolution siamoise de 1688 », fit exécuter les héritiers du roi et épousa sa fille pour monter sur le trône à la mort de celui-ci. Il mit fin à la politique pro-occidentale de Narai, expulsa les étrangers du royaume et lança le siège de Bangkok pour chasser les français du Siam. Après cette action, le pays tint les occidentaux à l'écart jusqu'au XIXe siècle.

## Débuts
Phetracha est né en 1632 à Ban Phlu Luang, près de Suphanburi. Simon de La Loubère a indiqué qu'il était un cousin de Narai, et que sa mère avait aussi été la nourrice du roi. Une de ses sœurs en était aussi une épouse. 
Il commença sa carrière comme maître des éléphants royaux, une importante fonction militaire. Il était pour cela parfois nommé « le Prince éléphant ».
Bien que des historiens thaïlandais aient affirmé que Phetracha ne souhaitait pas devenir roi, les missionnaires jésuites ont déclaré au contraire qu'il était un homme ambitieux. La question reste incertaine, mais on s'accorde généralement à penser qu'il jouissait d'une influence importante, notamment parmi les officiers. On affirme également qu'il était un fervent bouddhiste, bénéficiant ainsi de l'appui de nombreux bonzes qui craignaient que le Siam soit converti au christianisme. Plus encore, Phetracha semble avoir aussi gagné la confiance de Narai, dont il était un des conseillers proches et un confident. Lorsque son palais de Lopburi, le Phra Narai Ratchaniwet, fut terminé, le roi Narai prit l'habitude d'y séjourner plusieurs mois par an, laissant Phetracha comme régent à Ayutthaya.
Phetracha était rival du conseiller Constantin Phaulkon, ce qui est compréhensible. L'idée de Phaulkon était d'ouvrir le Siam à la communauté internationale (et de bénéficier de l'expansion de son commerce extérieur), alors que Phetracha était un traditionaliste dont on disait qu'il était dégoûté par l'influence internationale. Le roi Narai lui-même était favorable à l'ouverture du pays et établit de nombreuses relations diplomatiques avec les pays d'Europe, particulièrement la France.

## Crise au Siam

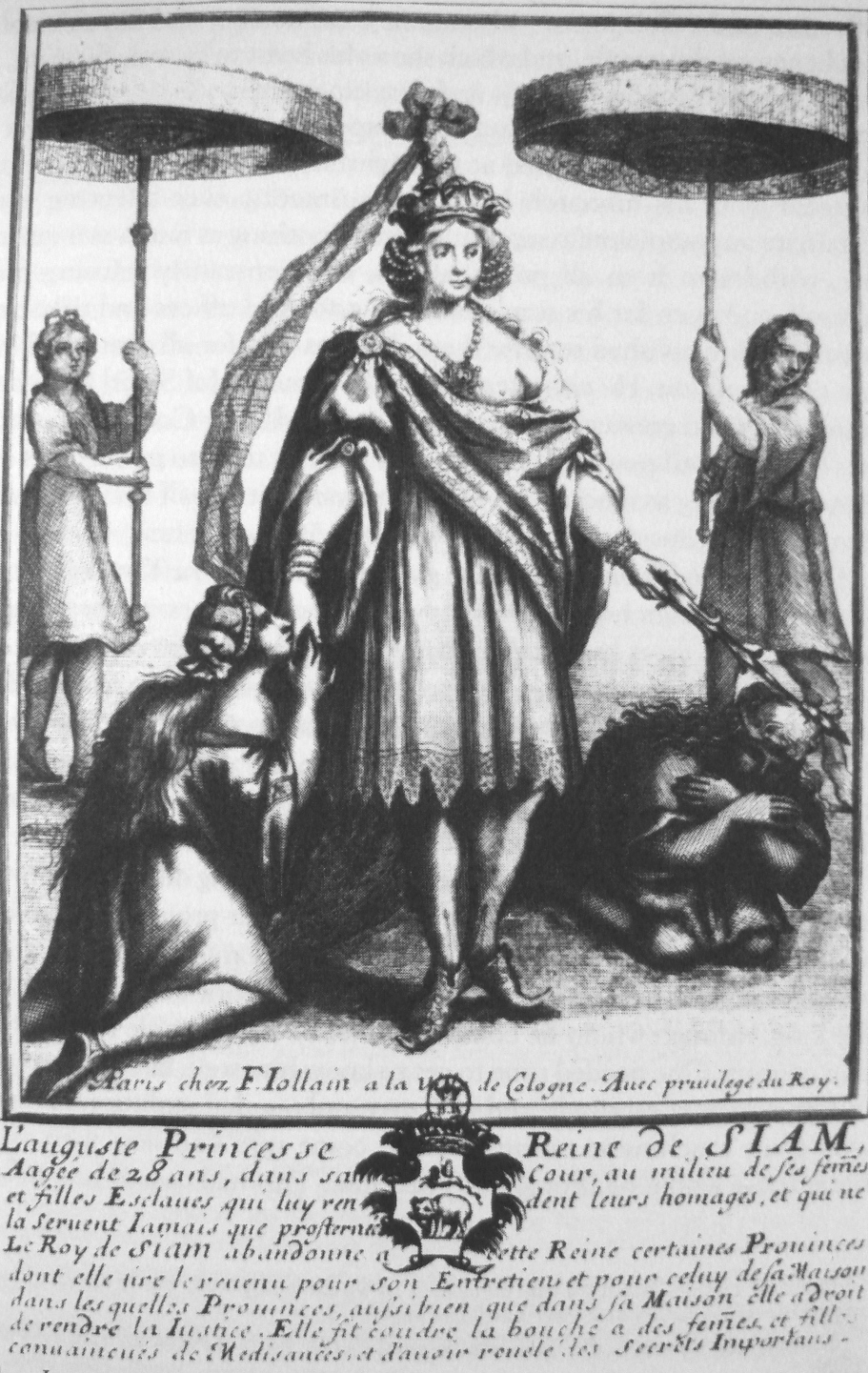
La reine Yothathep vers 1690, d'après une gravure française.

Une crise se produisit en 1686, lorsque des navires de guerre britannique bloquèrent le port de Marid (aujourd'hui Mergui, en Birmanie) en demandant 65,000 livres sterling pour 60 Britannique prétendument assassinés par les hommes de Phaulkon. Le roi Narai décida de confier Marid à la France. Au même moment, cependant, celle-ci envoyait 6 navires de guerre et 500 soldats au royaume d'Ayutthaya. Ils demandèrent le port de Bangkok et la conversion du roi au christianisme. Un traité fut finalement signé le 11 décembre 1687. La conversion du roi n'était pas envisageable, mais le Siam dut remettre Bangkok à la France, que les soldats occupaient déjà depuis le 16 octobre.
Cette crise fut très mal ressentie par la société thaï. De nombreux officiers estimaient que l'honneur national était atteint et que le pays était sur le point de devenir une colonie française, tandis que beaucoup de moines bouddhistes craignaient que le roi ne finisse par se convertir. Phetracha devint le centre du mouvement nationaliste et sa position se renforça au sein du gouvernement.
Lorsqu'il apprit que Narai était sur le point de mourir, Phetracha fit tuer l'héritier légitime et décapiter Phaulkon le 5 juin 1688. Il n'est pas certain que lui et son fils aient fait assassiner le roi (l'histoire officielle affirme que Narai mourut de mort naturelle en leur présence le 11 juillet). Pour légitimer son coup d'État, Phetracha épousa une sœur et la fille du défunt, la princesse Yothathep. Il fut couronné le 1er août. Sa dynastie régna sur Ayutthaya pendant 79 ans.
Phetracha expulsa tous les représentants français du royaume d'Ayutthaya. Il mit le siège devant Bangkok et négocia le départ des troupes françaises. Seuls des missionnaires furent autorisés à rester.
Son règne fut marqué par de nombreuses révoltes, plusieurs provinces et états vassaux n'acceptant pas sa montée sur le trône. Il y eut en particulier des guerres contre les gouverneurs de Nakhon Si Thammarat et Nakhon Ratchasima.
Les historiens thaïlandais traditionnels ont considéré Phetracha comme un traître rebelle à son roi et évité de le mentionner. Cependant, plus récemment, son rôle a suscité la controverse, de nombreux auteurs modernes le considérant au contraire comme un nationaliste qui a sauvé l'indépendance de son pays.
À sa mort en février 1703, Phetracha fut remplacé sur le trône par son fils aîné le prince Sorasak, qui régna sous le nom de Sanphet VIII.